# Chrysoclista basiflavella
Chrysoclista basiflavella är en fjärilsart som beskrevs av Shōnen Matsumura 1931. Chrysoclista basiflavella ingår i släktet Chrysoclista och familjen märgmalar. Inga underarter finns listade i Catalogue of Life.